# Svante Ingelsson
Svante Ulf Ingel Ingelsson (Kalmar, 14 giugno 1998) è un calciatore svedese, centrocampista dello Sheffield Weds.

## Carriera

### Club
Comincia a giocare da professionista nella squadra della sua città, il Kalmar, con cui totalizza trentadue presenze complessive in prima squadra. Debutta il 20 settembre 2015 in una partita di Allsvenskan contro l'Åtvidaberg, mentre il 27 maggio 2017 segna il suo primo gol in una vittoria per 3-0 contro il GIF Sundsvall. Il 1º luglio 2017 l'Udinese lo ingaggia a titolo definitivo, facendogli firmare un contratto di quattro anni. Il 30 novembre dello stesso anno mette a segno la sua prima rete con la maglia dei friulani nella vittoria in Coppa Italia per 8-3 contro il Perugia. Il 18 aprile 2018 segna il suo primo gol in Serie A, siglando la rete del momentaneo vantaggio bianconero nella partita persa per 4-2 allo stadio San Paolo contro il Napoli.
Il 31 agosto 2019 viene ceduto in prestito annuale al Pescara. Tuttavia, visto il poco spazio trovato a Pescara, il 23 gennaio 2020 torna al Kalmar con la formula del prestito. Il 30 giugno seguente il prestito viene rinnovato fino alla fine della stagione.
Il 23 settembre 2020 viene ceduto nuovamente in prestito, questa volta ai tedeschi del Paderborn.
Il 28 giugno 2021 viene acquistato a titolo definitivo dall'Hansa Rostock, con cui firma un biennale con opzione.

### Nazionale
Ha giocato nelle nazionali giovanili svedesi Under-16, Under-17, Under-18, Under-19, Under-20 ed Under-21.

## Statistiche

### Presenze e reti nei club
Statistiche aggiornate al 28 giugno 2021.
| Stagione        | Squadra         | Campionato      | Campionato | Campionato | Coppe nazionali | Coppe nazionali | Coppe nazionali | Coppe continentali | Coppe continentali | Coppe continentali | Altre coppe | Altre coppe | Altre coppe | Totale | Totale |
| Stagione        | Squadra         | Comp            | Pres       | Reti       | Comp            | Pres            | Reti            | Comp               | Pres               | Reti               | Comp        | Pres        | Reti        | Pres   | Reti   |
| --------------- | --------------- | --------------- | ---------- | ---------- | --------------- | --------------- | --------------- | ------------------ | ------------------ | ------------------ | ----------- | ----------- | ----------- | ------ | ------ |
| 2015            | Kalmar          | A               | 4          | 0          | CS              | 0               | 0               | -                  | -                  | -                  | -           | -           | -           | 4      | 0      |
| 2016            | Kalmar          | A               | 11         | 0          | CS              | 2               | 0               | -                  | -                  | -                  | -           | -           | -           | 13     | 0      |
| gen.-giu. 2017  | Kalmar          | A               | 11         | 1          | CS              | 4               | 0               | -                  | -                  | -                  | -           | -           | -           | 15     | 1      |
| 2017-2018       | Udinese         | A               | 7          | 1          | CI              | 1               | 1               | -                  | -                  | -                  | -           | -           | -           | 8      | 2      |
| 2018-2019       | Udinese         | A               | 3          | 0          | CI              | 0               | 0               | -                  | -                  | -                  | -           | -           | -           | 3      | 0      |
| Totale Udinese  | Totale Udinese  | Totale Udinese  | 10         | 1          |                 | 1               | 1               |                    | -                  | -                  |             | -           | -           | 11     | 2      |
| 2019-gen. 2020  | Pescara         | B               | 4          | 0          | CI              | -               | -               | -                  | -                  | -                  | -           | -           | -           | 4      | 0      |
| gen.-giu. 2020  | Kalmar          | A               | 18         | 2          | CS              | 3               | 0               | -                  | -                  | -                  | -           | -           | -           | 21     | 2      |
| Totale Kalmar   | Totale Kalmar   | Totale Kalmar   | 44         | 3          |                 | 9               | 0               |                    | -                  | -                  |             | -           | -           | 53     | 3      |
| 2020-2021       | Paderborn       | ZL              | 32         | 0          | CG              | 2               | 0               | -                  | -                  | -                  | -           | -           | -           | 34     | 0      |
| Totale carriera | Totale carriera | Totale carriera | 90         | 4          |                 | 12              | 1               |                    | -                  | -                  |             | -           | -           | 102    | 5      |